# Pimpla ichneumoniformis
Pimpla ichneumoniformis là một loài tò vò trong họ Ichneumonidae.